# Pallamano Oriago
La Pallamano Arcobaleno Oriago è la sezione sportiva dedicata alla pallamano della società polisportiva ArcobalenOriago Miranese ASD, con sede a Oriago (VE). 

## Storia
Fondata nel 1985 con la denominazione Polisportiva UISP Arcobaleno, la polisportiva ha diverse sezioni, tra cui quella dedicata alla pallamano. Il miglior risultato ottenuto nella storia della società è stata la promozione dalla Serie A2 e la conseguente partecipazione alla Serie A - 1ª Divisione Nazionale 2017-2018, la massima serie nazionale maschile. Alla fine della stagione, complice la riforma dei campionati, l'Oriago non riesce a salvarsi e riparte dalla Serie B. Nel 2021 cambia denominazione in ArcobalenOriago Miranese ASD riuscendo ad ottenere la salvezza nel campionato di Serie A2 2021-2022. Con la retrocessione in Serie B della stagione 2022-23, la società non iscrive la squadra senior alla stagione successiva e torna ad occuparsi quindi solo di attività giovanile, come già accaduto fino al 2007.